# 郭逴
郭 逴（かく たく、生没年不詳）は、中国三国時代の呉の政治家。一説には郭連とも。 

## 生涯
元興元年（264年）8月、孫晧が皇帝になったときに、郭逴は王蕃・万彧・楼玄と共に散騎中常侍に任じられた。
建衡元年（269年）10月、左丞相の陸凱の病が重くなったとき、孫晧は中書令の董朝を遣わすと、陸凱は何定や奚熙といった小人を遠ざけ、姚信・楼玄・賀邵・張悌・郭逴・薛瑩・滕脩・陸喜・陸抗といった国の支えとなる人物を重用するよう遺言したという。